# Norbert Hapanowicz
Norbert Hapanowicz (ur. 1887 we Lwowie, zm. 21 lipca 1915) – polski inżynier, asystent na Politechnice Lwowskiej.

## Życiorys
W 1908 ukończył z najwyższym odznaczeniem Wydział Inżynierii Wodnej Politechniki Lwowskiej. Zainteresowania naukowe zaowocowały publikacją jeszcze na drugim roku studiów, w wieku 20 lat, pracy O ruchu względem ciał niebieskich. Po studiach został zatrudniony jako asystent w katedrze astronomii i geodezji wyższej Politechniki Lwowskiej, a w 1914 obronił pracę doktorską Teoria krzywych spiętrzenia (opublikowaną w 1917 na łamach "Czasopisma Technicznego"). Był autorem wielu prac z inżynierii, matematyki, miernictwa, statyki, m.in. Przepływ wody przy nawodnieniach ("Przegląd Techniczny", 1914), Natężenia w trójkątnych murach oporowych (tamże, 1915); otrzymał pierwszą nagrodę na konkursie Związku Słuchaczów Inżynierii na najlepszą rozprawę teoretyczną w dziedzinie nauk inżynieryjnych.
Krótko po obronie doktoratu rozpoczął służbę wojskową w armii austriackiej; zginął (jako chorąży 30 pułku piechoty) na froncie włoskim, na górze Krcz.

## Źródła
- Julian Samujłło, Norbert Hapanowicz, w: Polski Słownik Biograficzny, tom IX, 1960-1961
- Śmierć młodego uczonego. „Czas”. LXVIII (458), s. 2, 1 września 1915.